# Ali Mert Aydın
Ali Mert Aydın (* 1. Januar 1998 in Manavgat) ist ein türkischer Fußballspieler.

## Karriere

### Verein
Aydın kam in Konak, einem zentralen Stadtteil der westtürkischen Stadt Denizli, auf die Welt und begann hier mit dem Vereinsfußball in der Jugend von Denizli Eğitimspor. Hier fiel er den Talentsichtern Bucaspors auf und wechselte 2010 in deren Nachwuchsabteilung. Nachdem die meisten Vereinsfunktionäre diesen Verein verlassen und zum Stadtrivalen Altınordu Izmir gewechselt waren, wechselte auch Aydın in die Nachwuchsabteilung dieses Vereins.
Im März 2017 erhielt Aydın einen Profivertrag von Altınordu, spielte aber weiterhin für die Nachwuchsmannschaften seines Vereins. Erst zur Rückrunde der Saison 2016/17 wurde er erst am Training der Profimannschaft Altınordus beteiligt und schließlich am 20. Mai 2017 in der Ligabegegnung gegen Eskişehirspor ihm die Möglichkeit für sein Profidebüt gegeben.

### Nationalmannschaft
Aydın spielte von der türkischen U-16- bis zur U-19-Nationalmannschaft in allen Jugendnationalmannschaften seines Landes. Mit der türkischen U-16-Nationalmannschaft nahm er 2014 am Kaspischen Pokal teil und wurde mit seinem Team Zweiter.

## Erfolge
Mit der türkischen U-16-Nationalmannschaft
- Fünfter im Turnier von Montaigu: 2014
- Zweiter im Kaspischen Pokal: 2014